# ژوان دوفه
ژوان دوفه (فرانسوی: Johanne Defay‎؛ زادهٔ ۱۹ نوامبر ۱۹۹۳) موج‌سوار زن اهل فرانسه است.